# Fruntișeni, Vaslui
Fruntișeni este satul de reședință al comunei cu același nume din județul Vaslui, Moldova, România.

## Personalități
- Gheorghe Negrescu (1887 - 1977) - general român, erou aviator din Primul Război Mondial, unul dintre pionierii aviației române.

Școala cu clasele I-VIII din Fruntișeni poartă numele generalului; tot acolo a fost dezvelit bustul său, sculptat de Gheorghe Alupoae. 

 Acest articol despre o localitate din județul Vaslui este deocamdată un ciot. Puteți ajuta Wikipedia prin completarea lui.